# Місяцетрус

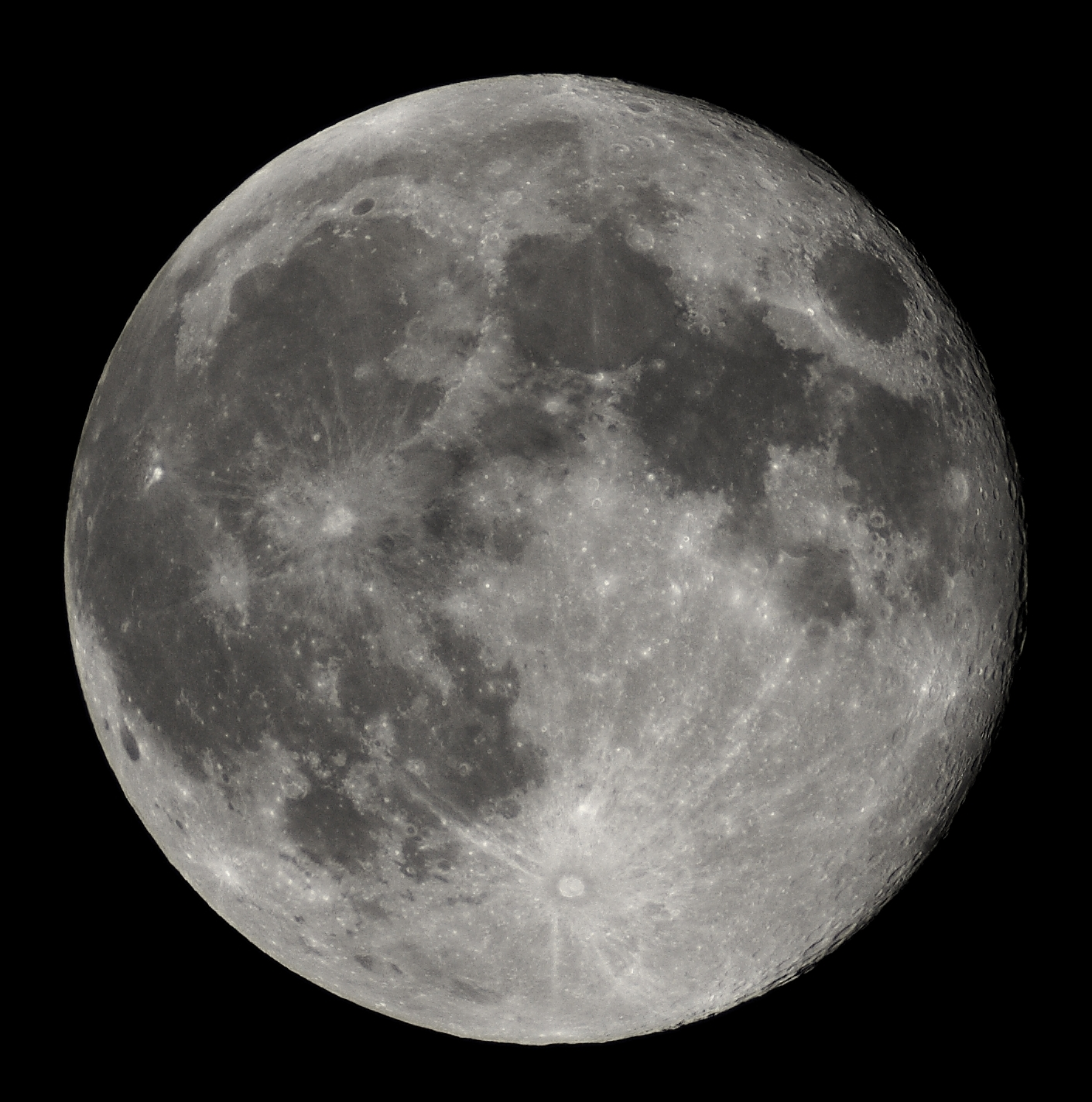
Місяць

Місяцетрус — сейсмічне коливання поверхні Місяця, місячний аналог землетрусу.
Місяцетруси набагато слабші за землетруси та трапляються рідше. Їхня магнітуда досягає 5,5 бала за шкалою Ріхтера (землетрус такої сили здатен пошкодити будівлі). Коливання, викликані неглибокими місяцетрусами, зазвичай тривають понад 10 хвилин, тоді як коливання Місяця, викликані приливним впливом Землі, тривають лише одну-дві хвилини. Характеризуються також набагато більшою частотою, невиразністю фаз і відсутністю чистих поверхневих хвиль.

## Історія

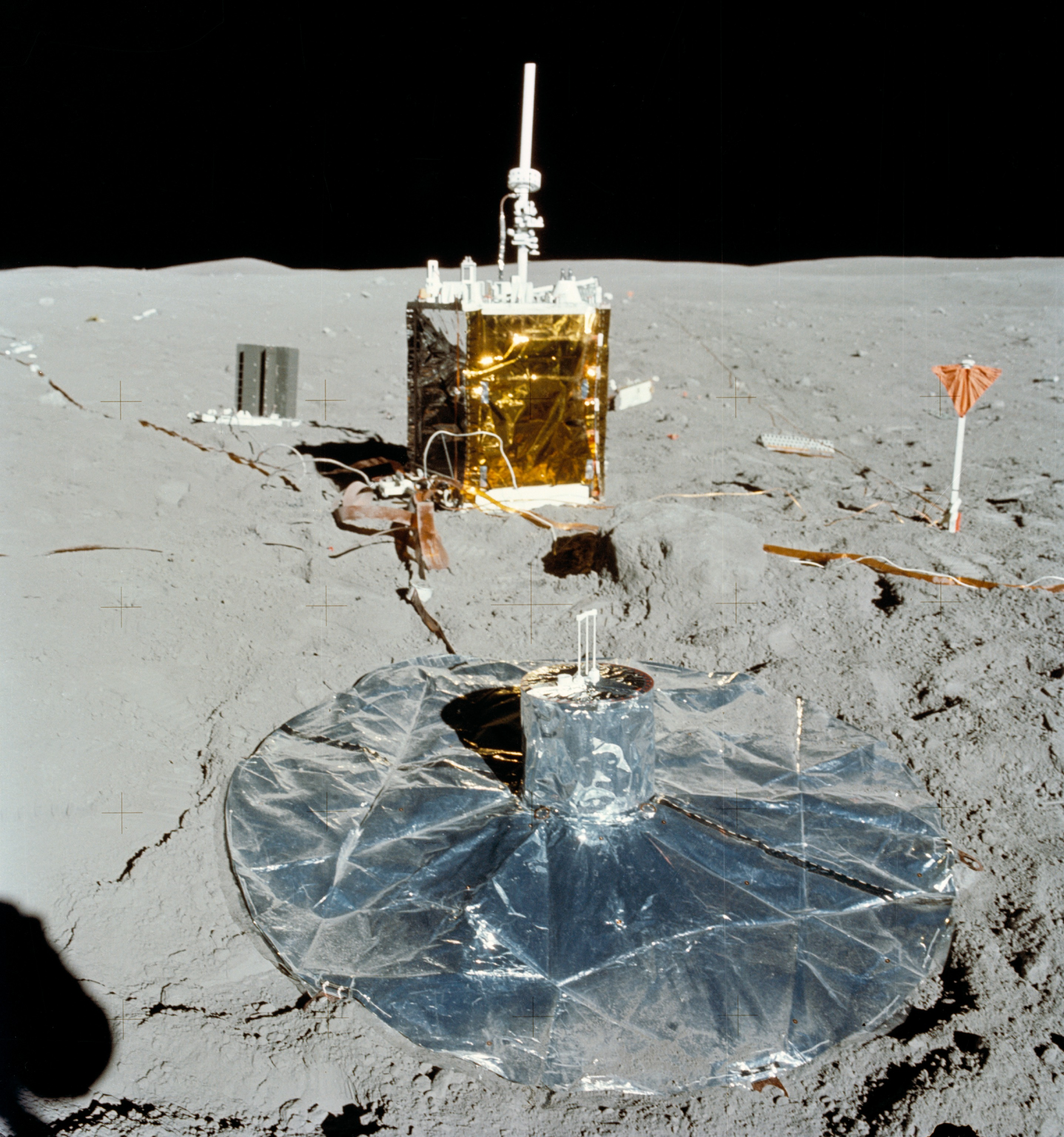
Місячний сейсмограф «Аполлона-16»

Вивчення Місяця за допомогою сейсмографів під час космічних експедицій Аполлон-12, -14, -15 і -16 (НАСА) і обробка зібраної інформації показали, що поверхня природного супутника Землі є сейсмічно активною.

## Типи місяцетрусів
Місяцетруси можна розділити на чотири групи:
1. Приливні — трапляються двічі на місяць, спричинені впливом припливних сил Сонця та Землі[4], відбуваються на глибинах від 600 до 900 км[2]. Цікавою особливістю місяцетрусів є те, що вони відбуваються особливо протягом тижня, який відповідає проходженню Місяця через перигей його орбіти. Вони зумовлені тим, що в цій фазі Місяць, рухаючись еліптичною орбітою навколо Землі, максимально наближується до неї. Під час таких наближень через усю місячну кору проходять хвилі з амплітудою приблизно 50 см.
2. Тектонічні — дрібнофокусні, спричинені розрядкою напруг у місячній корі[2]. Вогнища третини таких землетрусів розташовані лише в кількох точках на Місяці, причому половина з них має спільне джерело, розташоване на глибині 800 метрів під невеликим гірським масивом, який розділяє Море Хмар і Море Вологості. Визначені на цей момент епіцентри місяцетрусів розташовані вздовж двох ліній довжиною близько 2000 км, одна з яких проходить меридіанально на широті приблизно 30° пн. ш., а інша орієнтована в напрямку південний захід — північний схід.
3. Метеоритні — виникають унаслідок падіння метеоритів. Сейсмографи, залишені на Місяці під час місій «Аполлон», зафіксували сигнали, які вказують на падіння метеоритів у кількості від 70 до 150 на рік і масами від 100 г до 1 т.
4. Термальні — спричинені різким перепадом температур місячної поверхні під час сходу й заходу Сонця[2].

Крім того, можна виокремити штучні місяцетруси — тобто спричинені діяльністю людини шляхом скидання на поверхню Місяця важких предметів з навколомісячних орбіт або вибухами. Першим штучним місяцетрусом можна вважати той, що стався в липні 1972 року і був спричинений падінням об'єкта масою приблизно 1000 кілограмів.

## Значення
Найбільшу небезпеку для можливих населених місячних станцій становлять тектонічні місяцетруси. Сейсмографи НАСА за 5 років досліджень зареєстрували 28 таких місяцетрусів. Подальше вивчення місячної поверхні буде спрямоване на пошук найспокійніших регіонів Місяця, для чого планується розміщення на поверхні Місяця понад 10 сейсмографів.